# Тромбидиформные клещи
Тромбидифо́рмные клещи́:103 (лат. Trombidiformes) — отряд акариформных клещей (Acariformes). Насчитывают более 22 000 описанных видов, объединяемых примерно в 125 семейств.

## Значение для человека
Среди представителей отряда есть формы — переносчики патогенных для человека и млекопитающих инфекций: их укусы вызывают кожные заболевания — тромбидиаз, зерновую чесотку (возбудитель — Pyemotes ventricosus), демодекоз (возбудители — представители рода Demodex). Некоторые виды выступают в качестве переносчиков бактерий Orientia tsutsugamushi (семейство риккетсий) — возбудителей лихорадки цуцугамуши.
Некоторые тромбидиформные клещи, паразитирующие на растениях, — серьёзные вредители сельскохозяйственных культур. К числу таковых, например, относится ряд видов из семейств галловых и паутинных клещей. Пчелиный клещ (Acarapis woodi) паразитирует в трахеях пчёл, вызывая акарапидоз.

## Классификация тромбидиформных клещей
Выделяют 2 подотряда тромбидиформных клещей — Sphaerolichida и Prostigmata.